# یک داستان عاشقانه
یک داستان عاشقانه (به ایتالیایی: Una storia d'amore) فیلمی ایتالیایی به کارگردانی میکله لوپو است که در سال ۱۹۶۹ منتشر شد.

## بازیگران
- آنا مافو
- آلیشا براندت
- جیجی بالیستا
- کاترینا بوراتو
- ادا فرونائو
- ژاک ارلن
- کلودی لانژ
- مارچلا میکلانجلی
- رناتو سیستی
- بریل کانینگهام
- پوپو د لوکا